# Іліковська сільська рада
Ілі́ковська сільська рада (рос. Иликовский сельский совет) — муніципальне утворення у складі Благовіщенського району Башкортостану, Росія. Адміністративний центр — село Староіліково.

## Населення
Населення — 447 осіб (2019, 600 в 2010, 730 2002).

## Склад
До складу поселення входять такі населені пункти:
| Населений пункт       | Населення, осіб (2002) | Населення, осіб (2010) |
| --------------------- | ---------------------- | ---------------------- |
| Біштіново, присілок   | 227                    | 169                    |
| Гумерово, присілок    | 62                     | 59                     |
| Новоіліково, присілок | 19                     | 16                     |
| Староіліково, село    | 422                    | 356                    |